# Emil (cantante)
René Emilio Jaime Guevara (Lima, 21 de junio de 1998), conocido artísticamente como Emil (estilizado EMIL), es un cantante y personalidad de televisión peruano radicado en Colombia.

## Biografía

### Perfil personal y participaciones no musicales
Nacido en Lima el 21 de junio de 1998, es proveniente de una familia de clase alta. Vivió sus primeros años en el distrito de San Borja y cursó sus estudios escolares en el Colegio Santísimo Nombre de Jesús.
En el 2015, con 16 años, comenzó su vida pública al entrar al casting en vivo al reality show para adolescentes Esto es guerra Teens de la televisora América Televisión, presentado por Yaco Eskenazi y Nicola Porcella, donde finalmente fue escogido para formar parte del dicho espacio, sin embargo, fue eliminado y no accedió directo al programa principal Esto es guerra, en la que ingresó tiempo después en 2016 ya cumplido la mayoría de edad,consolidándose así su fama como chico reality.
Tras su corta participación en el reality de América Televisión, se sumó al programa televisivo Combate del canal ATV y a la par, fue participante del reality de baile El gran show, donde obtuvo el cuarto lugar tras 2 meses de competencia. Ya terminada la temporada del programa de Gisela Valcárcel, continuó con el rol de competidor en el reality de ATV hasta el final del programa en el 2018.
En 2019, regresó a Esto es guerra junto a otros participantes del programa finalizado por poco tiempo. A lo paralelo, fue participante del reality de talentos El artista del año sin éxito.

### Etapa como cantante
En 2016 debutó en la música siendo parte de la efímera boy band peruana 4EME junto a la estrella de telerrealidad peruano Austin Palao.
Tras el final de 4EME, en 2018 se incursionó como solista bajo la dirección musical de Mathías Brivio, lanzando sus primeros temas como «La sombrita» y «La confesión». 
El 1 de febrero de 2019, lanza su primer éxito musical  bajo el nombre de «Nuestro final» y fue grabada en el año 2018. El tema entró en rotación para la cadena musical HTV, además que fue incluido como artista emergente en el Hot Ranking de la cadena en ese año. Meses después, se adaptó a su versión salsa al lado de Yahaira Plasencia, y la orquesta de salsa puertorriqueña N'Klabe.
Además colaboró con los productores colombianos Ily Wonder, Maky y Miky La Sensa, como también realizó dúos con Yorky Music en «El brillo de sus ojos» y Lionel Ferro en «Buscándola». Adicionalmente tuvo una participación en el sencillo de Ferro, «Ojalá».
En 2019 participó en un evento musical en el Movistar Arena de Santiago de Chile a la lado de su compatriota Boris Silva. Posteriormente compuso «Ya no vuelvas», que fue promocionada en México mientras que recibió su reconocimiento en el Paseo de las Luminarias. También lanzó «B.A.E Remix» como sencillo junto a la modelo peruana Luciana Fuster y el cantante cubano Nesty.
Meses después, comenzó a trabajar con Daniela Legarda, hermana del fallecido cantante Fabio Legarda, en un nuevo proyecto musical. Posteriormente lanzaron en 2020 el tema musical «Calendario», donde ambos fueron intérpretes y, a finales de ese año, sacaron un remix junto a Mayra Goñi y Nesty. Billboard lo incluyó en su lista de «15 artistas peruanos que debería estar en su radar» por «ser de los artistas que promueven la creciente escena de reggaetón de Perú».
Después de la salida de su país, se radicó a la ciudad de Medellín de la República de Colombia, bajo el simple alias de «Emil».
En 2021 lanzó su EP cuyo título es su nombre artístico. Entre las canciones están «Mente abierta» (en colaboración con Reykon y Bo), «Lima», «Tiempo contado», «Cócteles» (que tuvo popularidad en Chile y Perú), «Satisfacción» y «Provoca» (en colaboración con Ezio Oliva). Fue nominado en ese año a los Latino Music Awards, en la categoría Nuevo artista revelación, siendo el primer peruano en ser nominado a este galardón.
En febrero de 2022 lanzó «Así no vale», canción con fusión de cumbia peruana, que alcanzó los primeros lugares en la lista Top 20 General de Monitor Latino en Panamá, Chile, Paraguay y Bolivia. En octubre de ese año fue telonero junto a Philip Ariaz en el concierto de Colombia para La Última Vuelta World Tour del cantante y rapero Daddy Yankee.

## Discografía

### EP
- Emil (2021)
- La Causa (2022)

### Sencillos

#### Como artista principal
| Título                                                                         | Año  | Mejor posición en listas | Mejor posición en listas | Mejor posición en listas | Mejor posición en listas | Mejor posición en listas | Mejor posición en listas | Mejor posición en listas | Álbum               |
| Título                                                                         | Año  | BOL                      | CHI                      | ECU                      | GUA                      | PAN                      | PER                      | VEN                      | Álbum               |
| ------------------------------------------------------------------------------ | ---- | ------------------------ | ------------------------ | ------------------------ | ------------------------ | ------------------------ | ------------------------ | ------------------------ | ------------------- |
| «La sombrita»                                                                  | 2017 | —                        | —                        | —                        | —                        | —                        | —                        | —                        | Sencillos sin álbum |
| «Llévame amarte»                                                               | 2018 | —                        | —                        | —                        | —                        | —                        | —                        | —                        | Sencillos sin álbum |
| «El brillo de sus ojos» (con Yorky Music)                                      | 2018 | —                        | —                        | —                        | —                        | —                        | —                        | —                        | Sencillos sin álbum |
| «Buscándola» (junto a Lionel Ferro)                                            | 2018 | —                        | —                        | —                        | —                        | —                        | —                        | —                        | Sencillos sin álbum |
| «Nuestro final»                                                                | 2018 | —                        | —                        | —                        | —                        | —                        | —                        | —                        | Sencillos sin álbum |
| «Nuestro final (versión salsa)» (con Yahaira Plasencia y N'Klabe)              | 2019 | —                        | —                        | —                        | —                        | —                        | —                        | —                        | Sencillos sin álbum |
| «La confesión»                                                                 | 2019 | —                        | —                        | —                        | —                        | —                        | —                        | —                        | Sencillos sin álbum |
| «Ya no vuelvas»                                                                | 2019 | —                        | —                        | —                        | —                        | —                        | —                        | —                        | Sencillos sin álbum |
| «Ojalá» (junto a Lionel Fierro y Gustavo Elis con Ancizar)                     | 2019 | —                        | —                        | —                        | —                        | —                        | —                        | —                        | Sencillos sin álbum |
| «Love Story» (junto a San)                                                     | 2019 | —                        | —                        | —                        | —                        | —                        | —                        | —                        | Sencillos sin álbum |
| «Calendario» (con Daniela Legarda)                                             | 2020 | —                        | —                        | —                        | —                        | —                        | —                        | —                        | Sencillos sin álbum |
| «Delirio» (con YK)                                                             | 2020 | —                        | —                        | —                        | —                        | —                        | —                        | —                        | Sencillos sin álbum |
| «Deseándote»                                                                   | 2020 | —                        | —                        | —                        | —                        | —                        | —                        | —                        | Sencillos sin álbum |
| «Calendario Remix» (con Daniela Legarda, Mayra Goñi y Nesty)                   | 2020 | —                        | —                        | —                        | —                        | —                        | —                        | —                        | Sencillos sin álbum |
| «Calendario acústico» (con Mafer Jaime)                                        | 2020 | —                        | —                        | —                        | —                        | —                        | —                        | —                        | Sencillos sin álbum |
| «Mente abierta» (con Reykon y BO)                                              | 2021 | 3                        | 2                        | 7                        | —                        | —                        | 3                        | —                        | Emil                |
| «Satisfacción»                                                                 | 2021 | —                        | —                        | —                        | —                        | —                        | —                        | —                        | Emil                |
| «Provoca» (con Ezio Oliva)                                                     | 2021 | —                        | —                        | —                        | —                        | —                        | —                        | —                        | Emil                |
| «Cócteles (Laureles)» (con BO)                                                 | 2021 | 1                        | 3                        | 7                        | —                        | —                        | 4                        | —                        | Sencillo sin álbum  |
| «Tiempo contado»                                                               | 2021 | —                        | —                        | —                        | —                        | —                        | —                        | —                        | Emil                |
| «Hey, Siri»                                                                    | 2021 | —                        | —                        | —                        | —                        | —                        | —                        | —                        | Emil                |
| «Depende de ti»                                                                | 2021 | —                        | —                        | —                        | —                        | —                        | —                        | —                        | Emil                |
| «Vaso roto» (con Kapla & Miky)                                                 | 2021 | —                        | —                        | —                        | —                        | —                        | —                        | —                        | La Causa            |
| «Así no vale» (junto a Ir Sais)                                                | 2022 | 1                        | 2                        | 1                        | —                        | 1                        | —                        | 16                       | La Causa            |
| «Clase aparte» (con BO)                                                        | 2022 | —                        | —                        | —                        | —                        | —                        | —                        | —                        | La Causa            |
| «Qué somos»                                                                    | 2022 | —                        | —                        | —                        | —                        | —                        | —                        | —                        | La Causa            |
| «Under»                                                                        | 2022 | —                        | —                        | —                        | —                        | —                        | —                        | —                        | Sencillos sin álbum |
| «Sobresale» (junto a Zetto)                                                    | 2022 | —                        | —                        | —                        | —                        | —                        | —                        | —                        | Sencillos sin álbum |
| «Inquieta»                                                                     | 2022 | 3                        | 9                        | 1                        | 2                        | 1                        | 8                        | —                        | Sencillos sin álbum |
| «Yaper»                                                                        | 2022 | —                        | —                        | —                        | —                        | —                        | —                        | —                        | Sencillos sin álbum |
| «No se puede» (junto a Tuto)                                                   | 2022 | —                        | —                        | —                        | —                        | —                        | —                        | —                        | Sencillos sin álbum |
| «La más dura» (junto a Philip Ariaz)                                           | 2022 | —                        | —                        | —                        | —                        | —                        | —                        | —                        | Sencillos sin álbum |
| «12Y1AM» (junto a BK y Diego Smith)                                            | 2022 | —                        | —                        | —                        | —                        | —                        | —                        | —                        | Diciembre sin ti    |
| «24/7 (Veinticuatro siete)» (junto a BO y Kenedi)                              | 2022 | —                        | —                        | —                        | —                        | —                        | —                        | —                        | Sencillos sin álbum |
| «Pituquita» (junto a Nero Lvigi)                                               | 2022 | —                        | —                        | —                        | —                        | —                        | 11                       | —                        | Sencillos sin álbum |
| «Ella vibra» (junto a Zetto y T.O.T con Sir Boss)                              | 2023 | —                        | —                        | —                        | —                        | —                        | —                        | —                        | La última cepa      |
| «Vale» (junto a Zetto y Fer Muntz con Sir Boss, Nero Lvigi y Strong Black)     | 2023 | —                        | —                        | —                        | —                        | —                        | —                        | —                        | La última cepa      |
| «Solo» (junto a MDH)                                                           | 2023 | —                        | —                        | —                        | —                        | —                        | —                        | —                        | Sencillos sin álbum |
| «Escalofríos» (junto a Rafaell Cocoa)                                          | 2023 | —                        | —                        | —                        | —                        | —                        | 2                        | —                        | Sencillos sin álbum |
| «Modo fly» (junto a Young Rebxl)                                               | 2023 | —                        | —                        | —                        | —                        | —                        | —                        | —                        | Sencillos sin álbum |
| «Archivo» (junto a Zetto y Leslie Shaw)                                        | 2023 | —                        | —                        | —                        | —                        | —                        | —                        | —                        | Sencillos sin álbum |
| «—» indica que el sencillo no fue lanzado o no se posicionó en ese territorio. |      |                          |                          |                          |                          |                          |                          |                          |                     |

#### Como artista invitado
| Título                                                   | Año  |
| -------------------------------------------------------- | ---- |
| «B.A.E (remix)» (con Luciana Fuster y Nesty)             | 2019 |
| «El lenguaje (remix)» (San con Emilio Jaime y Altafulla) | 2019 |

### Apariciones en álbumes
| Título                                              | Año  | Álbum   |
| --------------------------------------------------- | ---- | ------- |
| «Sexo & playa» (San con Emilio Jaime y Mike Zuleta) | 2019 | Fonemas |

## Premios y nominaciones
| Año  | Premios             | Categoría          | Resultado | Ref.   |
| ---- | ------------------- | ------------------ | --------- | ------ |
| 2021 | Latino Music Awards | Artista revelación | Nominado  | [ 31 ] |

## Créditos

### Televisión
- Esto es guerra (2016, 2019), competidor.
- Esto es guerra Teens (2015), competidor.
- El artista del año (2019), participante.
- El gran show (2017), participante (cuarto puesto).
- Combate (2017-2018), competidor.
- El origen del origen (2018), competidor.
- El gran chef famosos (2024), participante.

### Cine
- No te mueras por mí (2025), participación especial.